# Copa Emirates de 2015
A Copa Emirates de 2015 foi a 8ª edição da Copa Emirates. Teve seu início no dia 25 de julho e término no dia 26 de julho e todos os jogos realizados no Emirates Stadium, em Londres.
Nesta edição, os pontos extras por gol marcado serão considerados, valerão 3 pontos por vitória, 1 por empate e persistindo igualdade, a ordem dos critérios são saldo de gols, gols marcados e nº de chutes ao gol durante o torneio.

## Equipes participantes
- Villarreal
- Lyon
- Arsenal
- Wolfsburg

## Classificação
| Pos. | Clube      | Pts | J | V | E | D | GP | GC | SG |
| ---- | ---------- | --- | - | - | - | - | -- | -- | -- |
| 1    | Arsenal    | 13  | 2 | 2 | 0 | 0 | 7  | 0  | +7 |
| 2    | Villarreal | 10  | 2 | 2 | 0 | 0 | 4  | 1  | +3 |
| 3    | Wolfsburg  | 1   | 2 | 0 | 0 | 2 | 1  | 3  | -2 |
| 4    | Lyon       | 0   | 2 | 0 | 0 | 2 | 0  | 8  | -8 |

### Jogos
Todas as partidas seguem o fuso horário do verão inglês (UTC+1).
| 25 de julho | Wolfsburg   | 1 – 2     | Villarreal            | Emirates Stadium, Londres |
| 14:00       | Perišić 10' | Relatório | 8' Mario · 16' Nahuel |                           |

| 25 de julho | Arsenal                                                                               | 6 – 0     | Lyon | Emirates Stadium, Londres |
| 16:20       | Giroud 29' · Oxlade-Chamberlain 33' · Iwobi 35' · Ramsey 38' · Özil 61' · Cazorla 84' | Relatório |      |                           |

| 26 de Julho | Lyon | 0 – 2     | Villarreal                      | Emirates Stadium, Londres |
| 14:00       |      | Relatório | 35' Soriano · 54' Léo Baptistão |                           |

| 26 de Julho | Arsenal     | 1 – 0     | Wolfsburg | Emirates Stadium, Londres |
| 16:20       | Walcott 50' | Relatório |           |                           |